# Carina (yacht)
 (juillet 2025).
Pour les articles homonymes, voir Carina.

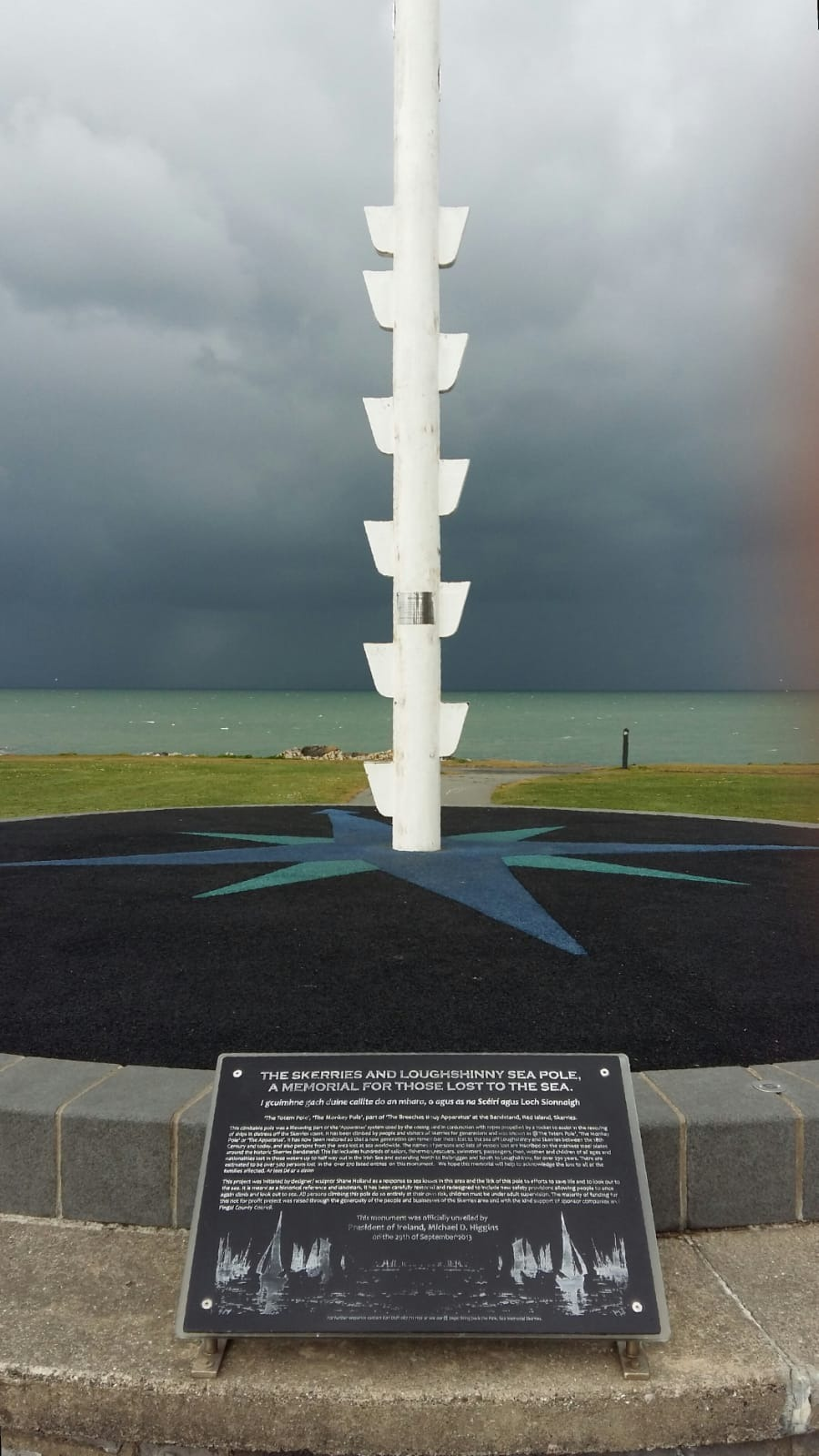
Le Loughshinny Sea Pole Memorial commémorant les quatres membres d'équipages du Carina disparus respectivement dans le naufrage du Carina et du Cymric.

Le Carina est un yacht à voile de course à succès qui disparut au large de Howth Head à proximité de la côte de Dublin en 1944. Il transportait à son bord deux membres d'équipage. Le journaliste irlandais Liam MacGabhann fait référence au navire dans son poème Sailing Down the Bay après que deux autres membres d'équipages du Carina eurent disparu en mer après le naufrage du Cymirc,,,. Le Carina a régulièrement gagné les courses du Skerries Sailing Club,,,,,, ainsi que le championnat de la côte Est d'Irlande de 1943.
Le Carina mesurait 6 mètres de long, possédait un Gréement bermudien et appartenait en partie au voyageur de commerce John « Jack » McConnel de Rathgar le capitaine du Old Wesley Rugby Football Club de 1942 à 1943,.

## Disparition
Le Carina quitte, à marée descendante, Skerries en Irlande vers 13h de l'après midi le mardi 2 octobre 1944.
Le capitaine McConnel 26 ans et son membre d'équipage Kenneth Martin, 23 ans, naviguent à environ 37 km au sud en direction de Clontarf pour mettre Le Carina à l'abri de l'hiver.
Le voyage ne devant durer qu'une seule journée, les membres d'équipage n'avait pour vivres que de simple sandwichs.
Le Yacht est aperçu en mer par le phare de Baily à environ 19h30 « essayant de lutter contre un vent Ouest Sud-Ouest qui s'était levé dans la  Baie de Dublin ».
Cependant dans la nuit, Le Carina est aussi aperçu à environ 3km de  Howth Head naviguant vers le Nord , dans la direction opposée de sa destination.

## Théories

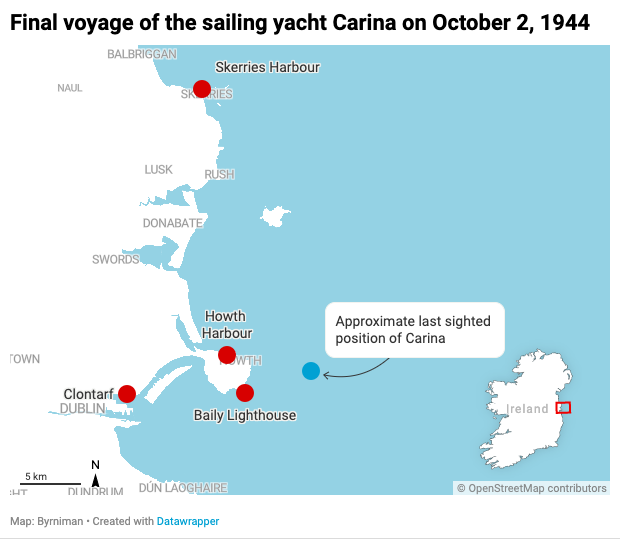
Carte de la côte nord de Dublin montrant les derniers endroits ou le Carina fût aperçu.

Comme la marée s'était déplacée vers le nord à ce moment là, il fût suggéré que contourner Howth Head et le Bailey aurait été trop dangereux pour le Carina et que Jack aurait possiblement tenté un demi tour vers Skerries.
On ne sait pas pourquoi le navire se trouvait aussi loin de Howth Head et pourquoi qu'il ne s'est pas abrité dans le port de Howth qui se trouvait à proximité.

## Questionnement sur le délai d'intervention des secours
A plusieurs reprises, des dysfonctionnements empêchèrent l'alerte d'être donnée concernant la disparition du navire.
A Skerries, les parents de MacConnell pensait que Jack et Kenneth était parti rendre visite avant le départ à un autre membre d'équipage et beau-frère du capitaine Jack Bolton.
Les deux marins n'arrivant pas à la maison de Bolton , celui-ci pensa à tort que le navire n'avait pas encore quitté le port.
Ce n'est que le mardi que la famille de l'équipage se rend compte que Jack, Kenneth et Le Carina ne se trouve plus à Skerries. A ce moment là le navire avait sûrement déjà sombré. Le Corps aérien irlandais est seulement prévenu à 11h le mercredi.
De plus le marin Kenneth Martin présent à bord avait une formation d'opérateur radio civil mais il est peu probable que Le Carina un petit navire, possédait un tel équipement à son bord.

## Abandon des recherches
Les recherches en mer et dans les airs sont rapportées comme abandonnées par la presse le mardi 6 novembre 1944 après que le Corps Aérien irlandais, l'Aer Lingus et la Royal National Lifeboat Institution aient échoué à trouver traces du navire.
Les stations et les navires des sauveteurs en mer restèrent tout de même en alerte après l'abandon des recherches.

## Impact
Jack est le deuxième fils que John Kennedy et Sarah McConnell ( née Cassidy ) perdirent en mer cette année là. En effet, le jeune frère de Jack, Cecil Frank McConnell qui était aussi propriétaire et un marin reconnu du Carina, disparu lorsque le Cymric, une goélette de travail sombra en février,,. Un autre membre d'équipage du Carina Peter Joseph « Perie » Seaver originaire de Skerries disparut aussi à bord du Cymric.
Les membres d'équipages disparus du Carina sont commémorés par des plaques sur le Skerries et Loughshinny Sea Pole Memorial sur l'île de Red à Skerries.

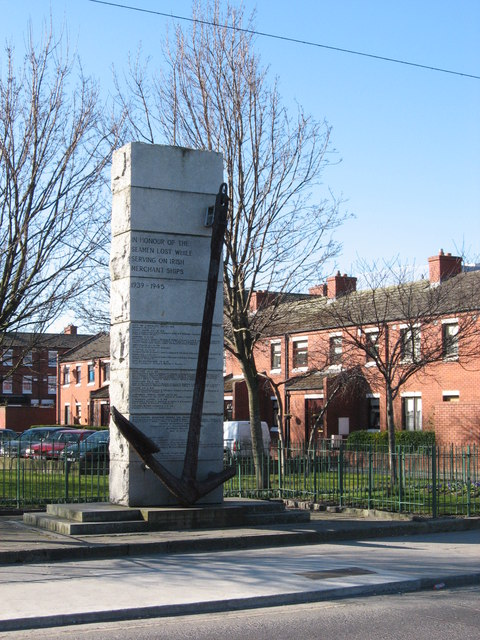
Les marins du Carina Cecil Frank McConnell et Peter Joseph "Perie" Seavers sont commémorés sur le Irish Merchant Seaman's Memorial de Dublin.

Kenneth Martin est inscrit sur la pierre tombale de ses parents au Cimetière de Mount Jerome à Dublin.
La veuve de Jack McConnell, Christina McConnell née Kane qui s'était marié à lui en 1939, a obtenu l'administration des biens de son mari par le juge de la haute cour Cahir Davitt en 1947.

## Héritage
Un poème écrit par le journaliste et membre du comité du Skerries Sailing Club, Liam MacGabhann, un an plus tard, après le 8 mai 1945, commémore la pertes des marins à bord du Carina, du Cymric, et d'autres navires ayant sombrés durant la Seconde Guerre mondiale,. Le poème fut affiché dans les locaux du Skerries Sailing Club et des autres clubs de la côte Est. Le poème fut aussi publié dans la presse irlandaise. L'avant-dernier verset est dédié au Carina et à son équipage.